# Leucanopsis wetmorei
Leucanopsis wetmorei là một loài bướm đêm thuộc phân họ Arctiinae, họ Erebidae.